# 塞格利安
塞格利安（法語：Séglien，法語發音：[seɡlijɛ̃]）是法国莫尔比昂省的一个市镇，位于该省北部偏西，属于蓬蒂维区。

## 地理
塞格利安（48°6'25"N, 3°9'35"W）面积38.36 平方千米，位于法国布列塔尼大區莫尔比昂省，该省份为法国西北部沿海省份，位于布列塔尼半岛南部，北起阿摩尔滨海省、西接菲尼斯泰尔省，南濒大西洋，东南接大西洋卢瓦尔省，东临伊勒-维莱讷省。
与塞格利安接壤的市镇（或旧市镇、城区）包括：锡尔菲亚克、克莱盖雷克、马尔盖纳克、盖恩、洛克马洛、朗戈埃朗。
塞格利安的时区为UTC+01:00、UTC+02:00（夏令时）。

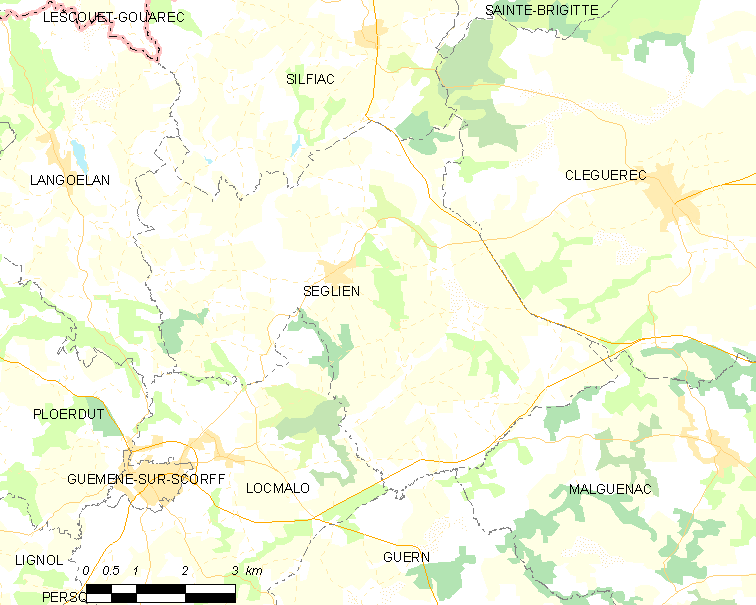
塞格利安的OSM定位图

## 行政
塞格利安的邮政编码为56160，INSEE市镇编码为56242。

## 政治
塞格利安所属的省级选区为古兰县。

## 人口

1962-2008年间塞格利安人口变化图示

塞格利安于2022年1月1日时的人口数量为656人。